# Agnellus Andrew
Agnellus Matthew Andrew (Glasgow, 27 maggio 1908 – Londra, 19 gennaio 1987) è stato un vescovo cattolico scozzese.

## Biografia
Agnellus Matthew Andrew nacque a Glasgow il 27 maggio 1908 da Hugh e Mary Burns.

### Formazione e ministero sacerdotale
Studiò presso il Collegio dei gesuiti di Garnet Hill e all'Università di Londra.
Nel 1925, a diciassette anni, entrò nell'Ordine dei frati minori. Il 20 febbraio 1932 venne ordinato presbitero e prese residenza al convento di San Francesco a Gorton, presso Manchester. In origine pianificava di rimanere lì per poco tempo, per recuperare la salute dopo un periodo di malattia, e poi di trasferirsi a Roma. Invece rimase a Gorton fino al 1954 lavorando inizialmente come missionario e predicatore nei ritiri spirituali. Nel suo tempo libero si divertiva a operare come intrattenitore per le strade di Gorton con le produzioni di Gilbert e Sullivan.
Nel 1939 venne nominato cappellano assistente dell'Università di Manchester. Lì rimase fino al 1942 quando iniziò a lavorare nel campo della comunicazione. Quattro anni dopo divenne infatti consigliere cattolico romano alla BBC, venendo coinvolto allo stesso tempo nella formazione del personale. Nel 1954 entrò nella Broadcasting House, la sede della BBC, avendo ottenuto il posto a tempo pieno di assistente cattolico romano e responsabile della trasmissione religiosa. La società al momento della sua nomina dichiarò che questa non prevedeva un aumento delle trasmissioni di matrice cattolica. Oltre a consigliare, Andrew era attivo come produttore e regista. Divenne il primo sacerdote cattolico a comparire sulla televisione britannica e divenne un noto commentatore televisivo grazie alle sue presentazioni di eventi di massa dalla cattedrale di Notre-Dame di Parigi e dall'abbazia di Tongerlo, in Belgio. Nel 1956 fu chiamato dalla BBC a recarsi a Budapest per seguire gli eventi della rivoluzione e della successiva invasione sovietica. Più tardi quell'anno con il produttore Humphrey Fisher, figlio dell'arcivescovo di Canterbury, andò in un campo profughi ungherese vicino a Vienna per un collegamento televisivo in eurovisione. Il programma, Trais Kirchen, mostrò scene drammatiche ed emotive.
Nel 1968 Andrew presenziò all'inaugurazione del National catholic centre for mass media (in seguito divenuto Catholic radio and television centre) a Hatch End, nel Middlesex, un'impresa per cui aveva lavorato instancabilmente raccogliendo oltre 125 000 sterline per pagare il nuovo studio. I media elettronici, aveva dichiarato in precedenza, forniscono alla Chiesa una piattaforma efficace da cui trasmettere il messaggio alle masse. Egli avvertì però che "una gran parte delle persone si siede e lascia cadere le cose su di loro senza alcuna discriminazione o scelta. L'interruttore non viene utilizzato abbastanza spesso". L'indirizzo postale del nuovo centro era St Gabriel's House; l'arcangelo Gabriele è infatti il santo patrono delle telecomunicazioni. Andrew disse: "Gabriele fu il primo annunciatore del mondo e fece un bel lavoro nel raccontare la Buona Novella". Hatch End divenne un centro mondiale per la formazione di chierici, monaci e laici nell'ambito delle telecomunicazioni. Lo studio ottagonale era in grado di aprirsi in una cappella adiacente, a forma di diamante, in modo che potesse apparire in pochi minuti una chiesa televisiva.

### Ministero episcopale
La reputazione di Andrew giunse fino a Roma e il 15 febbraio 1980 papa Giovanni Paolo II lo nominò vescovo titolare di Numana e vicepresidente della Pontificia commissione delle comunicazioni sociali, un dicastero relativamente di nuova creazione. In pratica divenne responsabile della stampa e dell'organizzazione radiotelevisiva della Santa Sede. Ricevette l'ordinazione episcopale il 26 marzo successivo dal cardinale Gordon Joseph Gray, arcivescovo metropolita di Saint Andrews ed Edimburgo, coconsacranti l'arcivescovo Bruno Bernard Heim, nunzio apostolico in Gran Bretagna, e il vescovo di Salford Thomas Holland.
Questa nomina lo rese il membro britannico più importante della Curia romana. Sorprende alcuni, tuttavia, che sapeva di aver favorito una forma più aperta del governo ecclesiastico. Il suo nuovo lavoro gli diede accesso diretto al papa, un vantaggio particolare per chi, come la maggior parte dei giornalisti, aveva sperimentato le frustrazioni di trattare con il Vaticano.
Il 16 luglio 1983 papa Giovanni Paolo II accettò la sua rinuncia all'incarico per raggiunti limiti d'età. Poco dopo tornò in patria come presidente del comitato per la comunicazione della Conferenza episcopale dell'Inghilterra e del Galles, ruolo che mantenne fino alla morte.
In televisione stupiva lo spettatore con la sua bella voce e le mani eloquenti. Era appassionato di musica e fondò la società corale e orchestrale "Greyfriars Players".
Morì a Londra il 19 gennaio 1987. È sepolto nel cimitero cattolico di San Conval a Barrhead.

## Genealogia episcopale
La genealogia episcopale è:
- Cardinale Scipione Rebiba
- Cardinale Giulio Antonio Santori
- Cardinale Girolamo Bernerio, O.P.
- Arcivescovo Galeazzo Sanvitale
- Cardinale Ludovico Ludovisi
- Cardinale Luigi Caetani
- Cardinale Ulderico Carpegna
- Cardinale Paluzzo Paluzzi Altieri degli Albertoni
- Papa Benedetto XIII
- Papa Benedetto XIV
- Papa Clemente XIII
- Cardinale Marcantonio Colonna
- Cardinale Giacinto Sigismondo Gerdil, B.
- Cardinale Giulio Maria della Somaglia
- Cardinale Carlo Odescalchi, S.I.
- Cardinale Costantino Patrizi Naro
- Cardinale Lucido Maria Parocchi
- Papa Pio X
- Cardinale Gaetano De Lai
- Cardinale Raffaele Carlo Rossi, O.C.D.
- Cardinale William Godfrey
- Cardinale Gordon Joseph Gray
- Vescovo Agnellus Matthew Andrew, O.F.M.